# رومانسية سيئة
رومانسية سيئة أو باد رومانس (بالإنجليزية: Bad Romance)‏ هي الأغنية المنفردة الرئيسية لألبوم ليدي غاغا وحش الشهرة. أنتج الأغنية ريدون وكان الإلهام وراء الأغنية جنون الارتياب التي أحست بها غاغا خلال جولتها الفنية الأولى. بعد تسرب نموذج الأغنية الأولي، غنت غاغا «رومانسية سيئة» لأول مرة في عرض أزياء تشكيلة ألكسندر مكوين لربيع/صيف 2010 ضمن أسبوع باريس للأزياء. تحوي الأغنية جسراً موسيقياً كله كلام من دون غناء وتحوي اللازمة مفردات تستخدم عندما يقع المرء في حب أفضل أصدقائه، كما تحوي الأغنية طابعاً من موسيقى الهاوس-تكنو الألماني، وقامت غاغا بكتاية الأغنية أثناء إحدى جولاتها.
نالت الأغنية إعجاب النقاد، حيث شبه الأغنية معظمهم بثاني أغنية منفردة لغاغا «وجه البوكر» (2008). حققت «رومانسية سيئة» نجاحاً تجارياً كبيراً، حيث حققت المركز الأول في المملكة المتحدة وإيرلندا وكندا والسويد وألمانيا والنمسا والدانمارك، بينما احتلت المركز الثاني في الولايات المتحدة وأستراليا ونيوزيلندة. يضم الفيديو الكليب المرافق للأغنية حمام جماعي أبيض حيث تقوم مجموعة من عارضات الأزياء بتخدير وخطف ليدي غاغا، وبيعها إلى المافيا الروسية من أجل الاستعباد الجنسي. تلقى الفيديو نقداً جيداً من أجل صورته الفنية والإبداعية، كما أحب النقاد جاذبية الفيديو الجنسية ورمزية الفيديو.
غنت غاغا «رومانسية سيئة» في عدة برامج تلفزيونية بينها ساترداي نايت لايف ومسلسل فتاة النميمة، كما غنت الأغنية في حفلات توزيع جوائز مثل حفل توزيع الجوائز الأمريكية لعام 2009. كانت الأغنية الأغنية الاختتامية لعروض جولة حفلة الوحش، حيث كانت تغني الأغنية وهي واقفة داخل جيروسكوب عملاق.

## خلفية
كانت «رومانسية سيئة» أول أغنية منفردة من وحش الشهرة، الألبوم المتابع لألبوم غاغا الأول الشهرة. قبل إصدار الأغنية بشكل رسمي، تم تسريب نموذج من الأغنية عبر الإنترنت، هذا ما جعل تعلق عبر تويتر: «أغنيتي المنفردة القادمة سربت، هذا يجعل أذني تنزفان. انتظروا لتسمعوا النسخة الحقيقية.» غنت غاغا موجز من الأغنية في مباشر ليلة السبت في 3 أكتوبر 2009، مع «وجه البوكر» و«لعبة حب». وغنت غاغا «رومانسية سيئة» لأول مرة في آخر عرض أزياء لألكسندر في أسبوع أزياء باريس عندما عرض مجموعة ربيع/صيف 2010 الخاصة به، في 6 أكتوبر 2009. أصدر غلاف الأغنية في 15 أكتوبر 2009، وهو يظهر غاغا في ثوب أحمر ووجهها للأسفل ومغطى بالثوب. مدح بيل لامب من أبوت.كوم الغلاف قائلاً: «تحافظ غاغا على سلسلة الصور القوية التي تصاحب موسيقاها ووجودها على المسرح». نسخة «رومانسية سيئة» الأصلية من الألبوم، أطلقت في 19 أكتوبر 2009. شرحت غاغا أن «رومانسية سيئة» هي إحدى الأغاني التي كتبتها غاغا أثناء قيامها بجولة حفلة الشهرة. كما قالت أن كل واحدة من الأغاني التي كتبتها أثناء الجولة تمثل «وحشاً» (رهاباً) معيناً واجهته أثناء الجولة، وكان أحدهم «وحش الحب» الذي كان وراء إلهام «رومانسية سيئة»، حيث تتحدث عن الوقوع في حب أفضل أصدقاءك.

## التلحين
تبعاً لإم تي في، فإن «رومانسية سيئة» لديها نمط سرعة مشابه لذاك في «وجه البوكر». تبدأ الأغنية بجرعة من اللازمة، ثم تنتقل إلى مقطع الـ «را-را-أه-أه-أه، روما-روما-ماه، غاغا-أوو-لا-لا». يلي ذلك أصوات طبول وكيبورد. بعد نهاية المقطع الأول يبدأ جسر الأغنية، مع غناء غاغا لمقطع "You know that I want you, And you know that I need you, I want your bad, your bad romance" وترجمة المقطع هي «أن تعرف أني أريدك، وتعرف اني أحتاجك، أريد سيئك، رومانسيتك السيئة». يلي ذلك اللازمة الغنائية حيث تغني "I want your love, And I want your revenge, You and me could write a bad romance [...] Caught in a bad romance" وترجمة المقطع هي «أريد حبك، وأريد انتقامك، أنت وأنا يمكن أن نكتب رومانسية سيئة [...] قبض علينا ونحن في رومانسية سيئة». ضمن الفاصل اللحني، تغني غاغا مقطعاً من اللازمة بالفرنسية: "Je veux ton amour, Et je veux ta revenge, Je veux ton amour".

## الموسيقى التصويرية
تقوم فكرة الفيديو كليب على أنه تم اختطاف غاغا من قبل عارضات أزياء الذين قاموا بتخديرها وبيعها إلى المافيا الروسية. تقوم الأحداث في حمام عام مشع. يبدأ الكليب وغاغا جالسة على عرش أبيض، مرتدية ثوب ذهبي ونظارات حادة كالشفرة. تكون محاطة بالأشخاص عندما تضغط على زر الصمت في مشغل موسيقى الإم بي 3، ثم تفلت يدها، وتبدأ الأغنية. تبدأ أضواء مشعة بأن تظهر في الحمام العام لافتة مكتوب عليها "Bath Haus of GaGa" (حمام بيت غاغا). تبدأ مجموعة من الراقصات يرتدين ألبسة مطاطية بيضاء لها أكمام طويلة بالخروج من قرنات لها شكل بيضوي. القرنة الوسطى مكتوب عليها "Mons†er" (وحش)، وتخرج منها غاغا مرتدية ثوب شبيهاً بأثواب الأخرى ات، اللاتي يبدأن بالرقص ورائها، وتتقاطع مشاهد لغاغا وهي جالسة في حوض استحمام مع مقاطع أخرى حيث تكون واقفة أمام مرآة.
عندما تبدأ لازمة الأغنية، تخرج امرآتان غاغا من حوض استحمام، وتمزقان عنها ثيابها وترغمانها على شرب الفودكا. عندما يبدأ المقطع الثاني، غاغا وهي مرتدية ثوباً شبيه بالألماسة مع تاج فوق رأسها، ترقص بشكل مثير لمجموعة من الرجال الذين يزايدون عليها. تمسك بإحد الرجال وتنفذ له رقصة حضن مثيرة. عندما تبدأ لازمة الأغنية مرة ثالثة، تظهر غاغا مرتدية جاكيت مزيف مصنوع من دب قطبي. تقوم بالاتجاه نحو رجل جالساً على سرير وهو يفكك أزرار قميصه. تنزع غاغا السترة ونظارتها الشمسية. فجأة يحترق السرير والرجل الجالس عليه. وينتهي الكليب بجلوس غاغا على السرير بجانب الرجل المحترق مع وجود الرماد في كل مكان.

## الشهادات ومراكز السباق
| البلد                                    | المركز           | الشهادات            |                               |
| ---------------------------------------- | ---------------- | ------------------- | ----------------------------- |
| ألمانيا                                  | الأول            | أسطوانة بلاتينية    |                               |
| أستراليا                                 | الثاني           | ×3 أسطوانة بلاتينية |                               |
| النمسا                                   | الأول            |                     |                               |
| بلجيكا (فرنسية)                          | الرابع           | أسطوانة ذهبية       |                               |
| بلجيكا (فلمنكية)                         | الثاني           | أسطوانة ذهبية       |                               |
| البرازيل ·                               | الأول            |                     |                               |
| بلغاريا                                  | الأول            |                     |                               |
| كندا                                     | الأول            | ×7 أسطوانة بلاتينية |                               |
| تشيلي ·                                  | الثاني           |                     |                               |
| الدنمارك                                 | الأول            | أسطوانة بلاتينية    |                               |
| إسبانيا                                  | الأول            | أسطوانة بلاتينية    |                               |
| الولايات المتحدة                         | الثاني           | أسطوانة بلاتينية    |                               |
| الولايات المتحدة (تحميل موسيقى قانوني) < | الأول            |                     |                               |
| أوروبا                                   | الأول            |                     |                               |
| فنلندا                                   | الأول            |                     |                               |
| فرنسا                                    | الأول            |                     |                               |
| هنغاريا                                  | الأول            |                     |                               |
| أيرلندا                                  | الأول            |                     |                               |
| إيطاليا                                  | الأول            |                     |                               |
| اليابان                                  | التاسع           |                     |                               |
| النرويج                                  | الأول            |                     |                               |
| نيوزيلندا                                | الثاني           | أسطوانة بلاتينية    |                               |
| هولندا                                   | السابع           |                     |                               |
| البرتغال ·                               | الثاني           |                     |                               |
| التشيك                                   | الأول            |                     |                               |
| المملكة المتحدة                          | الأول            | أسطوانة ذهبية       |                               |
| روسيا                                    | الأول            |                     |                               |
| سلوفاكيا                                 | الأول            |                     |                               |
| السويد                                   | الأول            | أسطوانة بلاتينية    |                               |
| سويسرا                                   | الثاني           | أسطوانة ذهبية       |                               |
| تايوان                                   | الأول            |                     |                               |
| أوكرانيا                                 | الثاني والثلاثين |                     |                               |
| تصنيفات نهاية السنة                      |                  |                     |                               |
| البلد                                    | الموقع           | السنة               | المدة                         |
| أستراليا                                 | الواحد والثلاثين | 2009                | من يناير 2008 إلى ديسمبر 2009 |
| الدنمارك                                 | الثاني والأربعين | 2009                | من يناير 2008 إلى ديسمبر 2009 |
| المملكة المتحدة                          | السابع عشر       | 2009                | من يناير 2008 إلى ديسمبر 2009 |

## الروابط الخارجية
- ليدي غاغا : فيديو : رومانسية سيئة Bad Romance